# Nestor Schaffers
Paul Joseph Nicolas Nestor Schaffers (* 13. März 1826 in Lüttich; † 12. November 1896 in Gent) war ein belgischer Landschaftsmaler der Düsseldorfer Schule und ein Fotograf.

## Leben
Schaffers studierte zunächst in Antwerpen und in den Jahren 1846 bis 1848 an der Kunstakademie Düsseldorf. Dort war er Schüler in der Landschafterklasse von Johann Wilhelm Schirmer. Von 1848 bis 1862 lebte er in Barbizon, wo er sich mit der Malerei der Schule von Barbizon vertraut machte. Auch bereiste er die Schweiz. Von 1862 bis zu seinem Tod lebte er in Gent. In dieser Stadt betrieb er ein Atelier für Fotografie. Schaffers war Gründungsmitglied der Association Belge de Photographie.

## Fotos

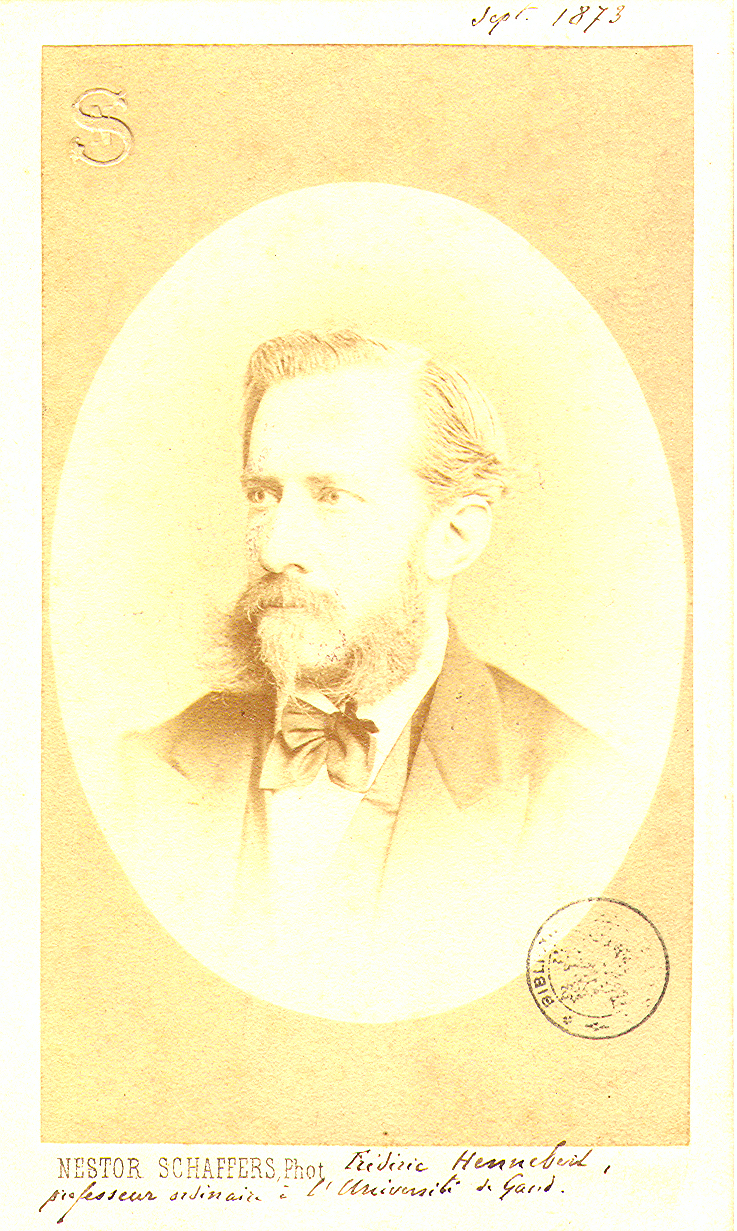
Frédéric Hennebert, Porträtfoto 1873
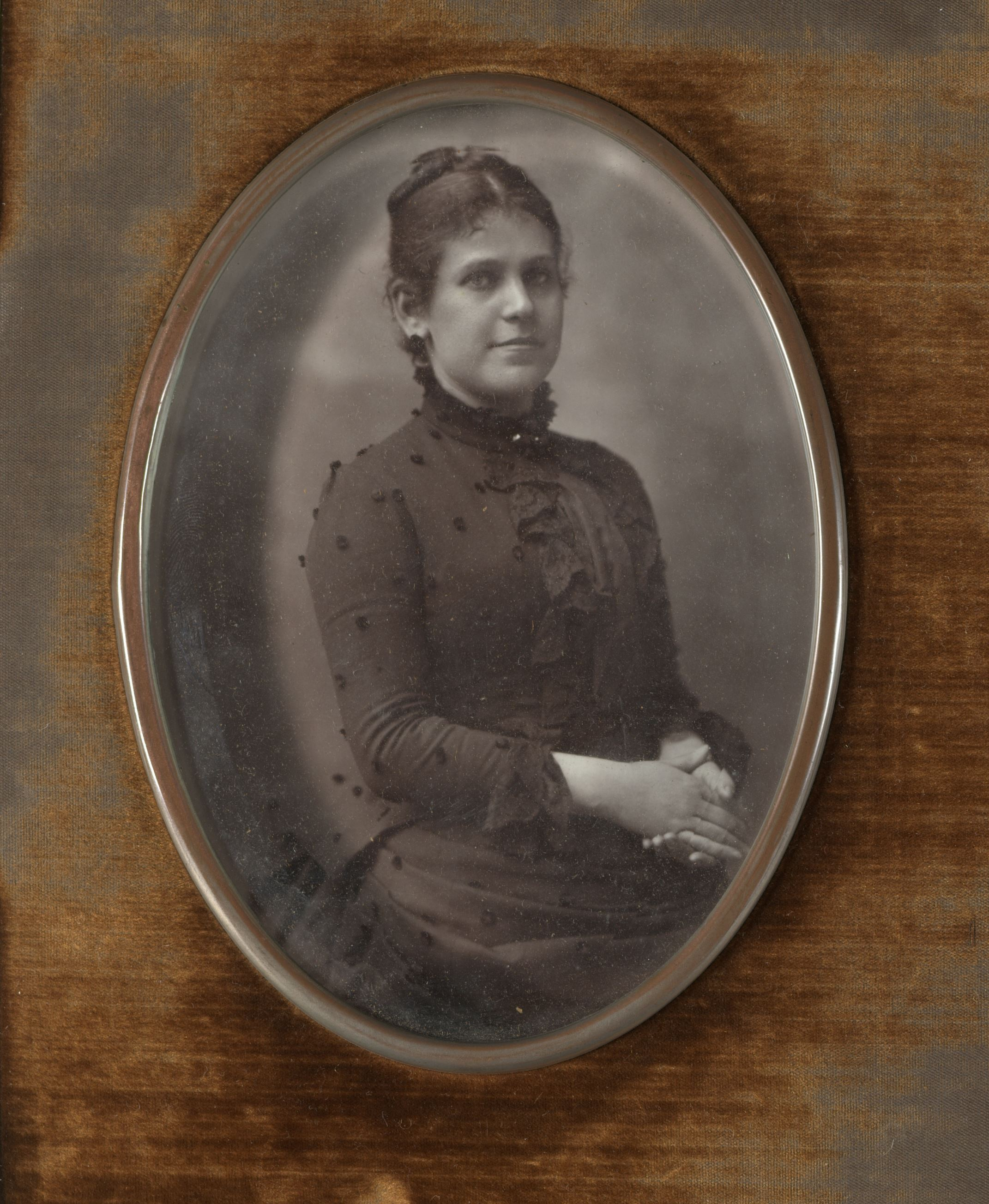
Porträt einer unbekannten Frau
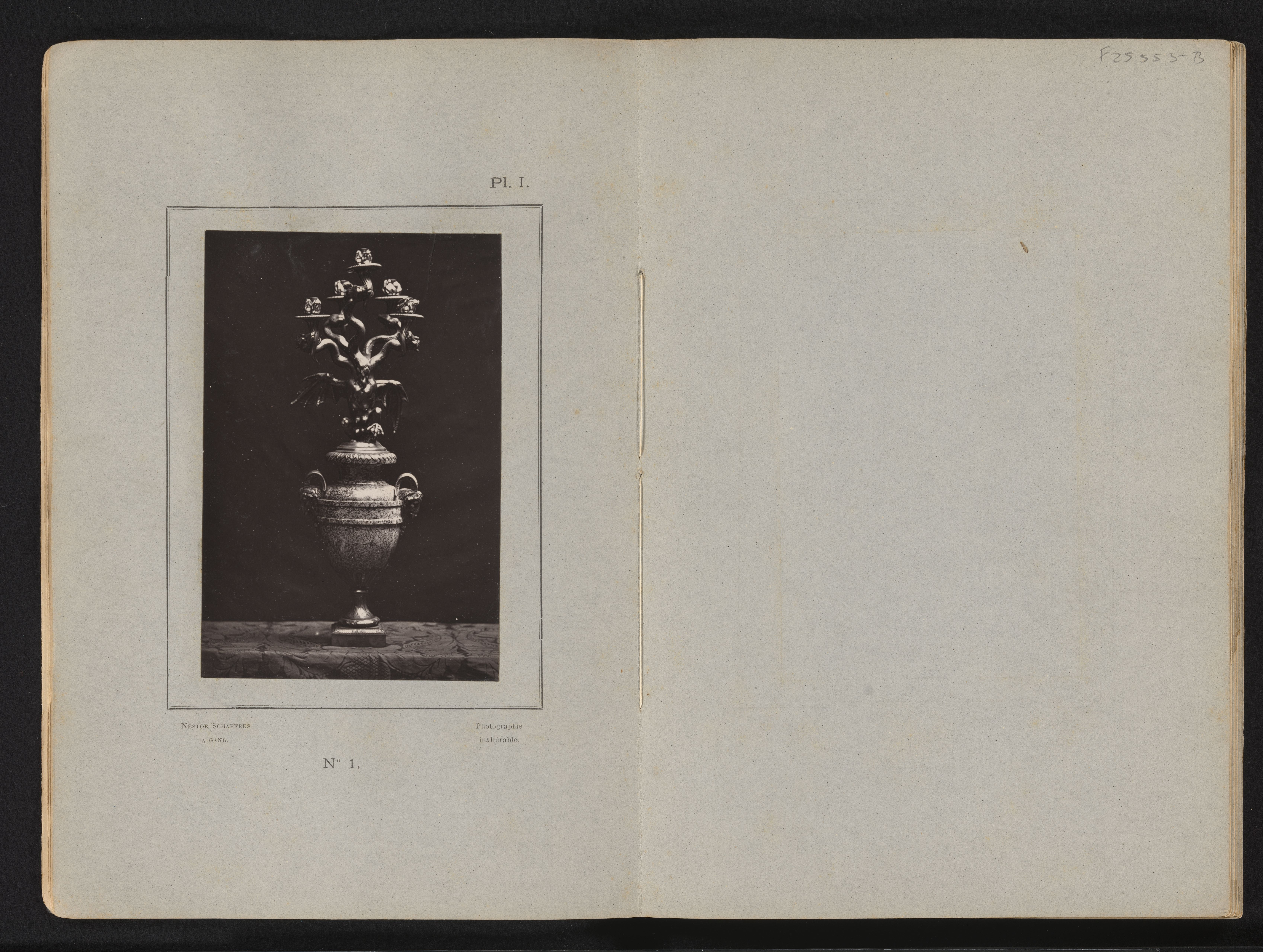
1870er Jahre
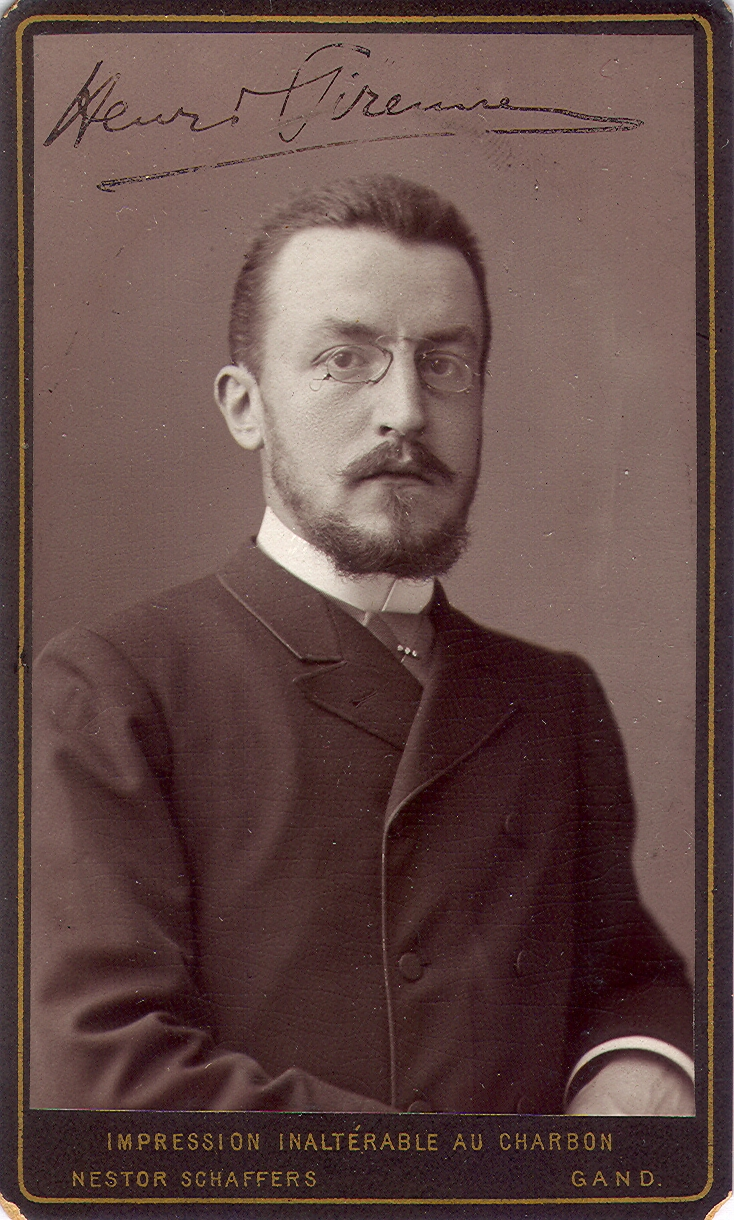
Henri Pirenne, Porträtfoto um 1890
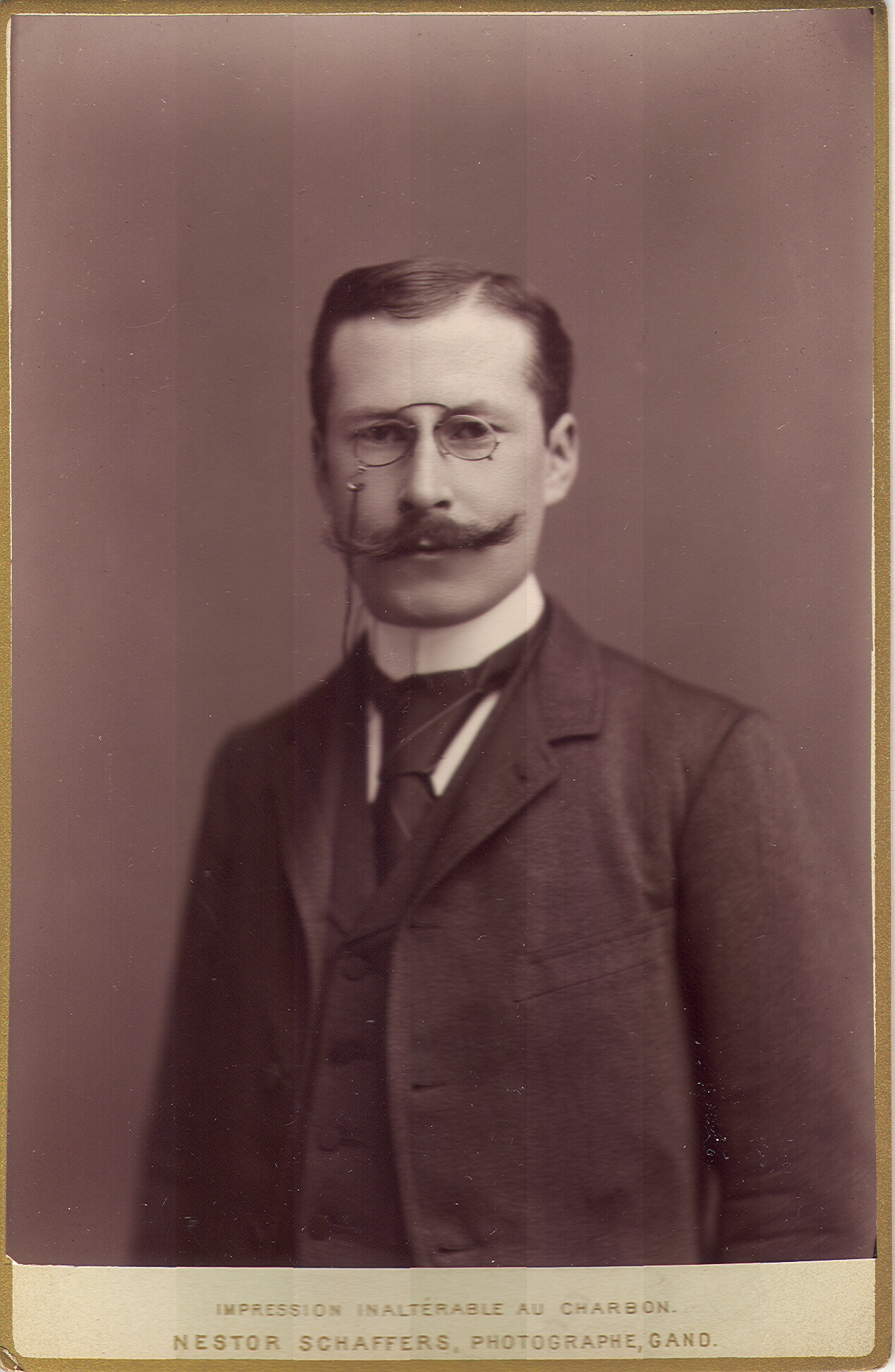
Georges Hulin de Loo, Porträtfoto 1890